# Port lotniczy Jangadża
Port lotniczy Jangadża – port lotniczy zlokalizowany w miejscowości Jangadża w Turkmenistanie.